# Fair-sziget
A Fair-sziget (angolul Fair Isle, az óészaki frioar-øy szavakból) sziget Skóciában, félúton a Shetland-szigetek és az Orkney-szigetek között. Mintegy 40 kilométerre délnyugatra fekszik a Shetland főszigeten található Sumburghtől. Bár valamivel közelebb van az Orkney-szigetekhez tartozó North Ronaldsay szigethez, közigazgatásilag mégis Shetlandhez tartozik.

## Földrajz

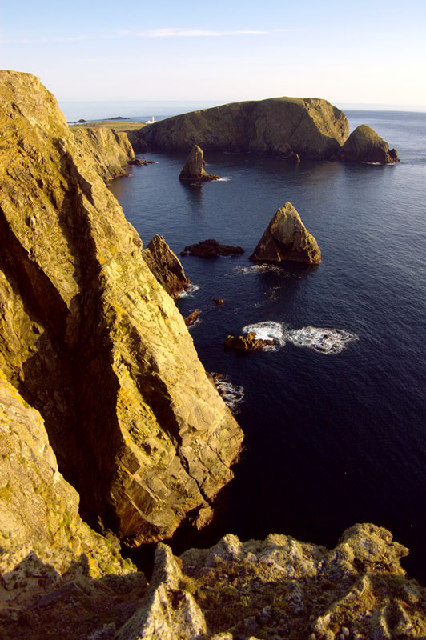
A nyugati sziklák, délkelet, a Malcolm's Head felé tekintve

A 70 szigetlakó többsége a sziget déli felében található croftokon (elkerített mezőgazdasági terület) él, az északi rész sziklás puszta (moorland). A nyugati részen 200 méter magasságba is felszökő sziklák találhatók.

## Történelem
A Fair-szigetet a bronzkor óta lakják, ami azért is figyelemre méltó, mert a sziget nélkülözi a nyersanyagokat, bár halban gazdag vizek veszik körül.
1588. augusztus 20-án a Stroms Heelor öbölben megfeneklett az El Gran Grifón a spanyol Nagy Armada zászlóshajója. A 300 kimenekült tengerész heteket töltött a szigetlakókkal. A roncsot 1970-ben felfedezték.
Állandó madárobszervatóriuma van, mert a sziget a vándormadarak fontos megfigyelőállomása. Az obszervatórium szállást és ételt is nyújt. Nagyon sok ritka madárfaj figyelhető itt meg. 1954-ben a skót nemzeti és kulturális örökség megőrzésére létrehozott National Trust for Scotland vásárolta meg a szigetet George Watersontól, az obszervatórium alapítójától.

## Népesség
A sziget lakossága 1900 óta, amikor még 400-an éltek itt, folyamatosan csökken. A szigeten nincs pub, vagy étterem, de van egy általános iskolája. 11 éves koruk után a gyermekek a lerwicki bentlakásos iskolába kerülnek.

## Gazdaság
A sziget egyedülálló hagyományos kötési stílusáról és az itt készült kötött blúzokról híres. A férfiak fő foglalkozása a speciális skót jogi forma, a crofting keretében űzött földművelés.

## Közlekedés
A Fair-szigeti repülőtérről Lerwickbe indulnak járatok.

## Külső hivatkozások
- A Fair-sziget közösség honlapja (angolul)
- Fair-szigeti madárobszervatórium (angolul)
- A repülőtér (angolul)
- Fotótúra